# Milka
Milka (рус. Ми́лка) — бренд шоколада, принадлежащий компании Mondelēz International. Основное производство уже более ста лет находится в Лёррахе (Германия); остальные производства располагаются в нескольких странах Евросоюза (Австрия, Болгария, Венгрия, Польша, Румыния, Чехия.)
Название Milka было образовано из двух немецких слов — Milch (молоко) и Kakao (какао), по названиям главных ингредиентов. Под маркой Milka также выпускают шоколадное печенье, конфеты и другие кондитерские изделия.
Свои собственные версии шоколада Milka выпускаются в России и Украине.

## История

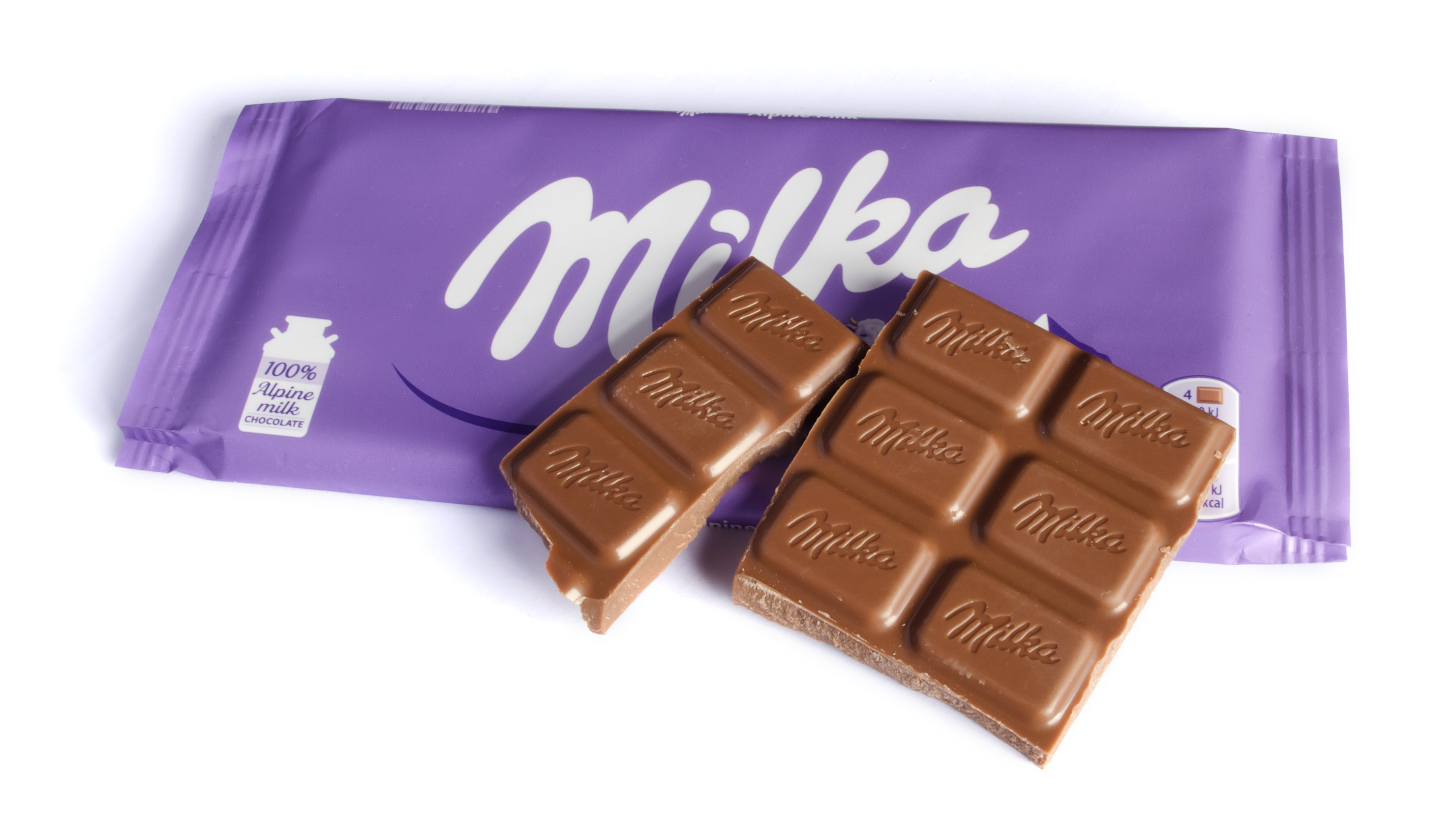
Шоколад Milka

Производством шоколада швейцарец Филипп Сушар начал заниматься ещё в 1825 году, когда основал кондитерскую фабрику в Невшателе. В 1826 году Сушар расширил свою компанию и переместил производство в соседний Серьер (фр.), где ежедневно производил и продавал 25-30 кг шоколада на арендованной бывшей водяной мельнице. Шоколад Сушара был отмечен на Всемирной выставке в Лондоне в 1851 году и Всемирной выставке в Париже в 1855 году. В 1890-е компания стала добавлять в шоколад молоко.
Бренд Milka появился в 1901 году. Молочный шоколад упаковывался в обертку фирменного сиреневого цвета, что отличало изделие компании от продуктов других производителей.
В 1909 году Milka была впервые изготовлена и продана в Австрии.
К 1913 году компания производила в 18 раз больше шоколада на заводе в Лёррахе (Германия), чем в 1880 году на своём первом заводе.
В 1926 году Milka начинает производить тематические конфеты на Рождество и Пасху.
В 1960-х годах Milka регистрируется как торговая марка, а фиолетовый цвет становится официальным фирменным цветом упаковки продукции.
Корова стала символом торговой марки в 1972 году.
В 1970 году Сушар объединяется с Toblerone и становится Interfood.
В 1982 году Interfood объединяется с кофейной компанией Jacobs, став Jacobs Suchard. В 1990 году Kraft Foods приобретает Jacobs Suchard.
В 1994 году шоколад Milka начал продаваться в России.
В 1995 году Milka официально стала спонсором соревнований по лыжному спорту, например, спонсором Кубка FIS Alpine Cup, который проходил в Лиенце.
В 2012 году компания Kraft Foods завершила процесс разделения на два главных подразделения: Mondelēz International — глобальный бизнес и Kraft — североамериканский.

## Ассортимент в России
- Классический шоколад
  - Молочный, 85 г

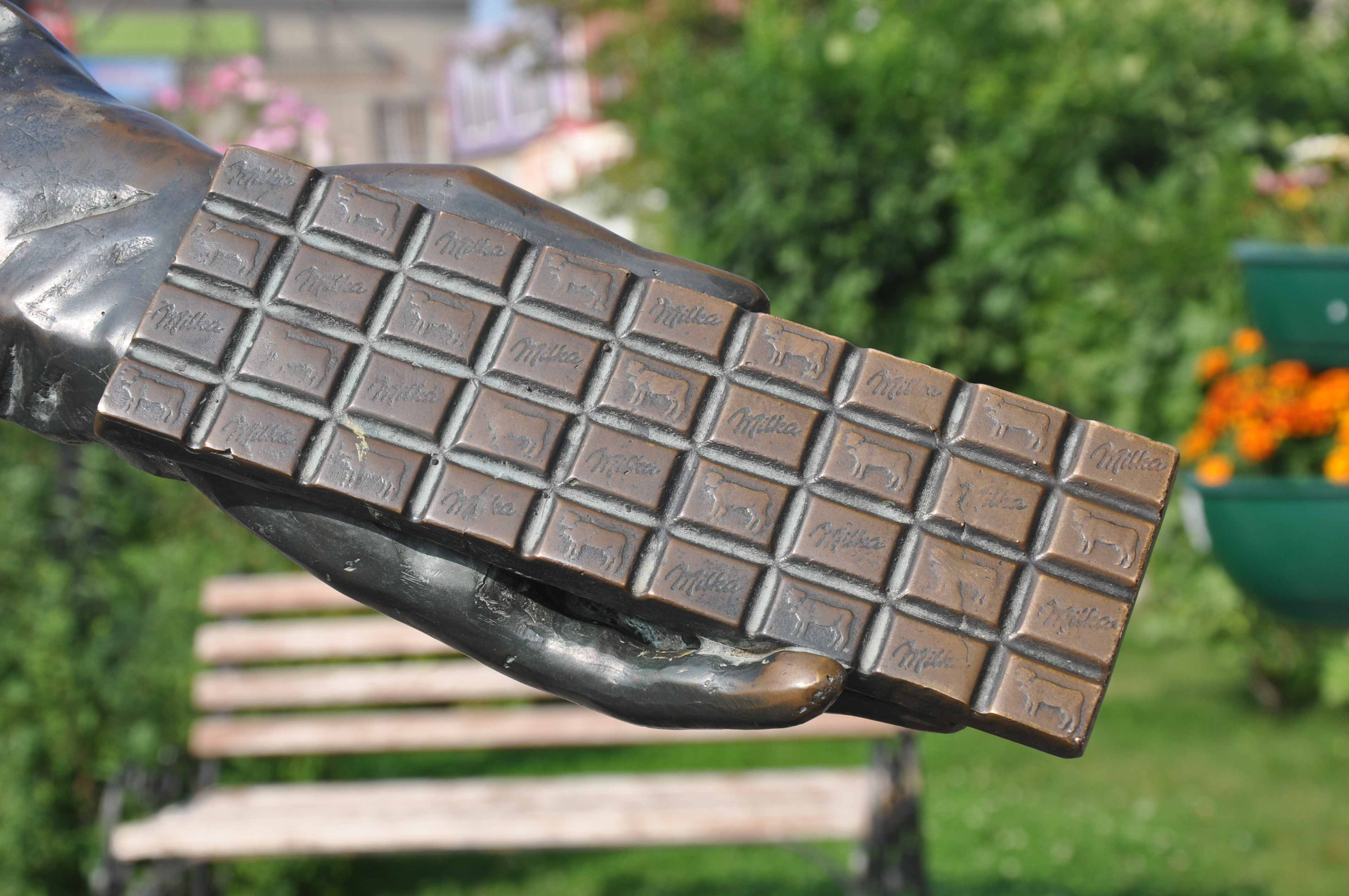
Плитка шоколада Milka. Фрагмент памятника «Шоколадная фея» в городе Покрове (Владимирская область)

  - Молочный с цельным фундуком, 90 г
  - Молочный с фундуком и изюмом, 90 г
  - Молочный с фундуком, 90 г
  - Молочный с цельным миндалём, 90 г
  - Молочный с карамельной начинкой, 90 г
  - Молочный с начинкой «миндаль и лесные ягоды», 90 г
  - Молочный с начинкой «клубника со сливками», 90 г
  - Молочный и белый, 90 г
  - Молочный с арахисом, кусочками хрустящей карамели, рисовыми шариками и кукурузными хлопьями, 90 г
- Пористый шоколад
  - Белый пористый с фундуком, 83 г
  - Молочный пористый, 80 г
  - Пористый с кокосовой начинкой, 97 г
  - Пористый с бананово-йогуртовой начинкой, 92 г
- Milka Dark Milk
  - С абрикосом и фундуком, 85 г
  - Насыщенный и нежный, 85 г
  - С обжаренным миндалём, 85 г
  - С ароматной малиной, 85 г
- Большие плитки
  - Молочный с начинкой со вкусом чизкейка, клубники и печенья, 300 г
  - Молочный, с печеньем Oreo, 300 г
  - С молочной и карамельной начинками и цельным фундуком, 300 г
  - Молочный с арахисом в карамели, 276 г
- Печенье с начинкой
  - Milka sensations с тающей начинкой
  - Milka sensations с нежной начинкой
  - Milka & Oreo sensations шоколадное печенье с белой, тающей начинкой
  - Milk&Choc
- Bonibon
- Бисквит
  - Soft & Choc, 175 г
- Шоколадные конфеты Milka в коробке
  - Конфеты Milka из молочного шоколада «Я люблю Milka» с ореховой начинкой 110 г
  - Конфеты Milka из молочного шоколада «Спасибо!» с молочной начинкой 110 г
  - Конфеты Milka из молочного шоколада «С Днём Рождения!» с молочной начинкой 110 г
  - Milkinis 100 г

## Реклама

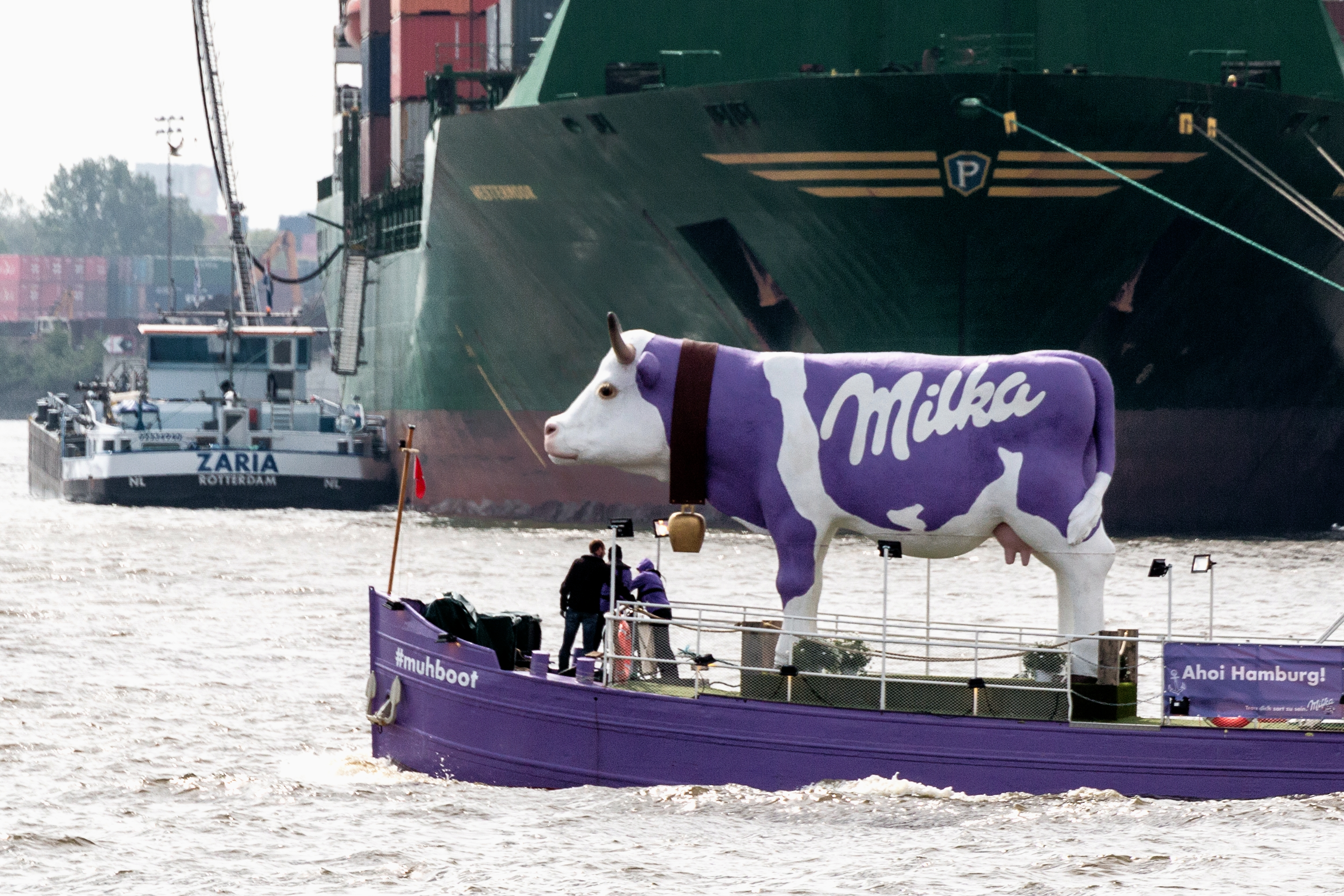
Фиолетовая корова Milk’и

Символом бренда является фиолетовая корова с колокольчиком на шее, обычно на альпийском лугу.
Для рекламы продукта ранее использовалась настоящая корова, которую красили в сиреневый цвет из распылителя, а потом смывали краску. Самой популярной рекламной моделью была корова Ласточка из рекламной кампании 1990-х годов. Её содержание обходилось производителю в 6000 франков в год.
В 2011 году была запущена глобальная кампания «Не бойтесь быть нежными». В 2016 году начала осуществляться рекламная кампания «360 градусов» — «Нежность внутри».